# ريك شيلي
ريك شيلي (بالإنجليزية: Rick Shelley)‏ (1947 - 27 يناير 2001)؛ روائي أمريكي.